# Saint-Michel-Mont-Mercure
Saint-Michel-Mont-Mercure war eine französische Gemeinde mit zuletzt 2.024 Einwohnern (Stand: 1. Januar 2013) im Département Vendée in der Region Pays de la Loire; sie gehörte zum Arrondissement Fontenay-le-Comte und zum Kanton Les Herbiers (bis 2015: Kanton Pouzauges). Saint-Michel-Mont-Mercure ist ein Ortsteil der Gemeinde Sèvremont. Die Einwohner werden Michelais genannt.

## Geographie
Saint-Michel-Mont-Mercure liegt etwa 66 Kilometer südöstlich von Nantes. Umgeben wurde die Gemeinde Saint-Michel-Mont-Mercure von den Nachbargemeinden Les Epesses im Norden, Les Châtelliers-Châteaumur im Nordosten, La Flocellière im Osten und Süden, Le Boupère im Südwesten, Saint-Paul-en-Pareds im Westen sowie Saint-Mars-la-Réorthe im Nordwesten.
Durch das vormalige Gemeindegebiet führt die frühere Route nationale 752 (heutige D752).

## Geschichte
Während des Zweiten Weltkrieges befand sich hier eine der größeren Richtfunkanlagen der deutschen Streitkräfte.
Die Gemeinde Saint-Michel-Mont-Mercure wurde am 1. Januar 2016 mit La Flocellière, La Pommeraie-sur-Sèvre und Les Châtelliers-Châteaumur zur neuen Gemeinde Sèvremont zusammengeschlossen.

## Bevölkerungsentwicklung
| Jahr                      | 1962  | 1968  | 1975  | 1982  | 1990  | 1999  | 2006  | 2012  |
| Einwohner                 | 1.356 | 1.447 | 1.460 | 1.673 | 1.798 | 1.729 | 1.875 | 2.016 |
| Quelle: Cassini und INSEE |       |       |       |       |       |       |       |       |

## Sehenswürdigkeiten

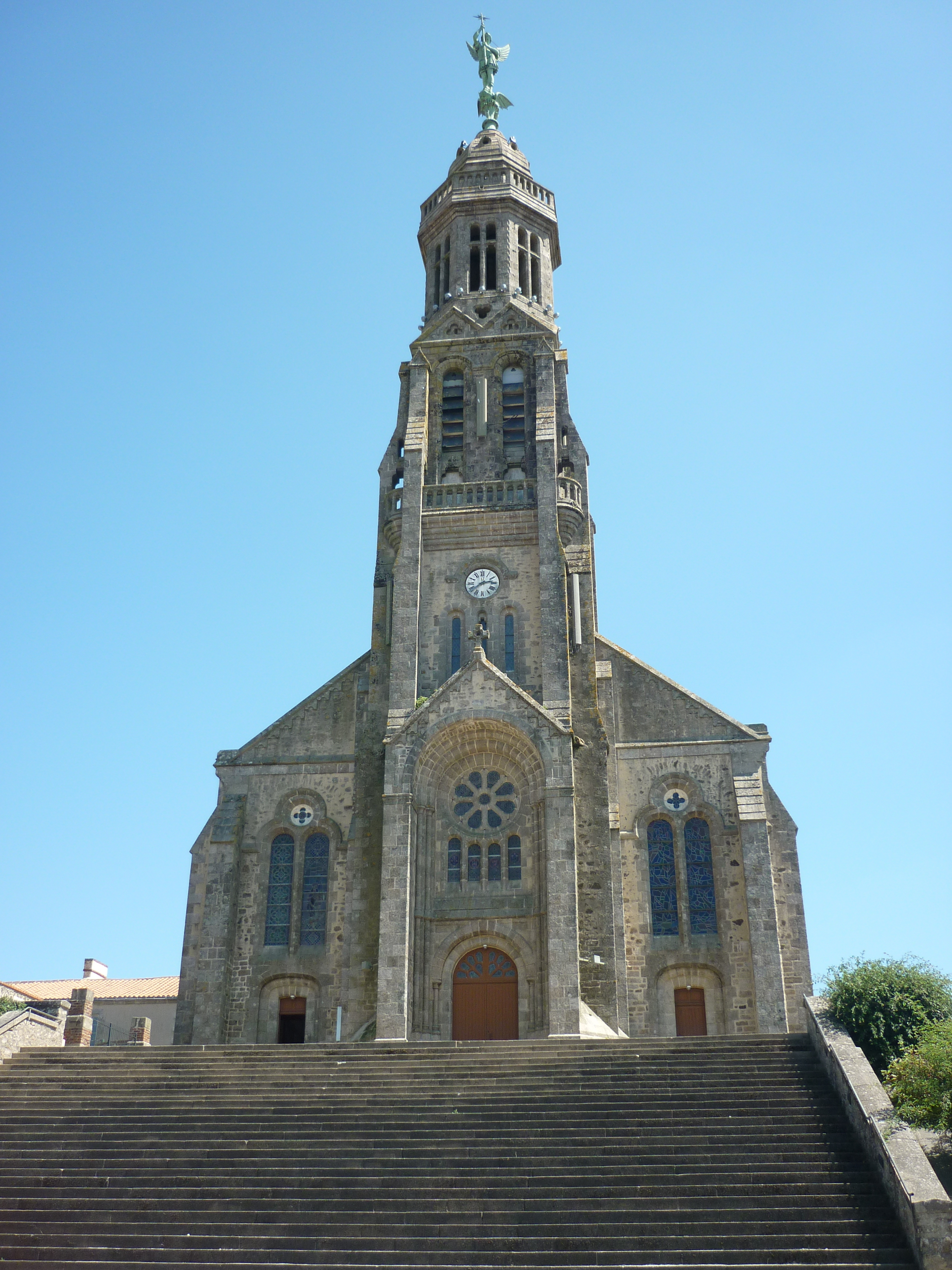
Kirche Saint-Michel

- Kirche Saint-Michel, Ende des 19. Jahrhunderts im neoromanischen Stil errichtet
- Pfarrhaus